# Dikarya

Dikaryonen im Mitosezyklus eines Basidiomyceten. Man beachte die beiden Kerne, die von zwei verschiedenen Ursprungspilzen stammen

Dikarya ist ein Unterreich der Pilze, das 2007 erstbeschrieben wurde, um den gemeinsamen Merkmalen der Ascomycota und der Basidiomycota mit einem Taxon, das diese beiden Gruppen umfasst, zu entsprechen.

## Merkmale
Die Dikarya sind einzellige oder fadenförmige Pilze. Geißeln fehlen in allen Stadien. Charakteristisch für die Dikarya ist, dass sie in ihrem Lebenszyklus Stadien mit zwei Zellkernen pro Zelle besitzen.

## Systematik
Die gemeinsamen Merkmale der Schlauch- und Ständerpilze führte mehrfach dazu, dass sie in ein gemeinsames Taxon gestellt wurden. Ein nicht korrekter Name war Dikaryomycota. Thomas Cavalier-Smith nannte die Gruppe 1998 Neomycota. Die Endung -mycota ist gemäß ICBN jedoch für die Rangstufe Abteilung reserviert. James et al. nannten die Sippe 2006 Dikarya, ohne sie formal zu beschreiben. Dies wurde von D. S. Hibbett, T. Y. James & Vilgalys 2007 nachgeholt.
Die Dikarya umfasst die beiden Abteilungen
- Schlauchpilze (Ascomycota)
- Ständerpilze (Basidiomycota)

Diese beiden Gruppen bilden zusammen eine Abstammungseinheit, sind also ein monophyletisches Taxon. Ihre Schwestergruppe sind die Glomeromycota.
Ein Kladogramm sieht folgendermaßen aus:
| Dikarya | \| \| Schlauchpilze (Ascomycota) \| \| \| \| \| \| Ständerpilze (Basidiomycota) \| \| \| \| |
|         | \| \| Schlauchpilze (Ascomycota) \| \| \| \| \| \| Ständerpilze (Basidiomycota) \| \| \| \| |
|         | Glomeromycota                                                                               |
|         |                                                                                             |
|         | Schlauchpilze (Ascomycota)                                                                  |
|         |                                                                                             |
|         | Ständerpilze (Basidiomycota)                                                                |
|         |                                                                                             |

|  | Schlauchpilze (Ascomycota)   |
|  |                              |
|  | Ständerpilze (Basidiomycota) |
|  |                              |